# Giani Kiriță
Giani Stelian Kiriță (ur. 3 marca 1977 w Bukareszcie) – piłkarz rumuński grający na pozycji środkowego lub prawego obrońcy, a także czasami defensywnego pomocnika. Od 2012 roku jest zawodnikiem klubu FCM Târgu Mureș.

## Kariera klubowa
Karierę piłkarską Kiriță rozpoczął w klubie Rocar Bukareszt. W 1996 roku zadebiutował w jego barwach w drugiej lidze rumuńskiej. Na początku 1997 roku odszedł na wypożyczenie do pierwszoligowego Dinama Bukareszt, w którym zadebiutował 19 kwietnia 1997 w meczu z Universitateą Cluj (3:0). Latem 1997 powrócił do Rocaru, a w 1998 roku ponownie został zawodnikiem Dinama. W Dinamie grał przez kolejne 5,5 roku. Wraz z Dinamem dwukrotnie wywalczył mistrzostwo Rumunii (2000, 2002), dwukrotnie wicemistrzostwo (1999, 2001) i trzykrotnie zdobył Puchar Rumunii (2000, 2001, 2003).
Latem 2003 roku Kiriță wyjechał do Turcji, a jego pierwszym klubem w tym kraju był Samsunspor. W tureckiej lidze zadebiutował 8 sierpnia 2003 w przegranym 1:3 domowym meczu z Beşiktaşem JK. W Samsunsporze grał przez dwa sezony.
W 2005 roku Kiriță odszedł z Samsunsporu do Gaziantepsporu. Swoje pierwsze spotkanie w klubie z miasta Gaziantep rozegrał 7 sierpnia 2005 w spotkaniu z Samsunsporem (3:2). Pobyt Rumuna w Gaziantepsporze trwał 2 lata.
W 2007 roku Kiriță podpisał kontrakt z MKE Ankaragücü. W stołecznym klubie swój debiut zanotował 11 sierpnia 2007 w derbach Ankary z BB Ankarasporem (2:1). W Ankaragücü grał przez rok.
W 2008 roku Kiriță ponownie zmienił klub i został zawodnikiem Bursasporu. Zadebiutował w nim 23 sierpnia 2008 w zwycięskim 2:1 wyjazdowym meczu z Gençlerbirliği OFTAŞ. W 2010 roku wywalczył z Bursasporem mistrzostwo Turcji, pierwsze w historii klubu.
W 2012 roku Kiriță przeszedł do FCM Târgu Mureș. Spadł z nim z pierwszej do drugiej ligi.
| Sezon   | Klub             | Kraj    | Rozgrywki | Mecze | Bramki |
| ------- | ---------------- | ------- | --------- | ----- | ------ |
| 1996/97 | Rocar Bukareszt  | Rumunia | Liga II   | 5     | 1      |
| 1996/97 | Dinamo Bukareszt | Rumunia | Liga I    | 4     | 0      |
| 1997/98 | Rocar Bukareszt  | Rumunia | Liga II   | 5     | 1      |
| 1997/98 | Dinamo Bukareszt | Rumunia | Liga I    | 17    | 0      |
| 1998/99 | Dinamo Bukareszt | Rumunia | Liga I    | 23    | 1      |
| 1999/00 | Dinamo Bukareszt | Rumunia | Liga I    | 32    | 3      |
| 2000/01 | Dinamo Bukareszt | Rumunia | Liga I    | 24    | 2      |
| 2001/02 | Dinamo Bukareszt | Rumunia | Liga I    | 28    | 2      |
| 2002/03 | Dinamo Bukareszt | Rumunia | Liga I    | 23    | 1      |
| 2003/04 | Samsunspor       | Turcja  | Süper Lig | 31    | 4      |
| 2004/05 | Samsunspor       | Turcja  | Süper Lig | 21    | 1      |
| 2005/06 | Gaziantepspor    | Turcja  | Süper Lig | 23    | 2      |
| 2006/07 | Gaziantepspor    | Turcja  | Süper Lig | 31    | 2      |
| 2007/08 | MKE Ankaragücü   | Turcja  | Süper Lig | 24    | 5      |
| 2008/09 | Bursaspor        | Turcja  | Süper Lig | 18    | 0      |
| 2009/10 | Bursaspor        | Turcja  | Süper Lig | 8     | 1      |
| 2010/11 | Bursaspor        | Turcja  | Süper Lig | 6     | 0      |
| 2011/12 | FCM Târgu Mureș  | Rumunia | Liga I    | 12    | 0      |
| 2012/13 | FCM Târgu Mureș  | Rumunia | Liga II   |       |        |

## Kariera reprezentacyjna
W reprezentacji Rumunii Kiriță zadebiutował 16 sierpnia 2000 roku w zremisowanym 1:1 towarzyskim meczu z Polską. Od 2000 do 2001 roku rozegrał w kadrze narodowej 4 mecze.
| Mecze i gole w reprezentacji | Mecze i gole w reprezentacji | Mecze i gole w reprezentacji | Mecze i gole w reprezentacji | Mecze i gole w reprezentacji | Mecze i gole w reprezentacji | Mecze i gole w reprezentacji |
| #                            | Data                         | Stadion                      | Rywal                        | Wynik                        | Gol                          | Rozgrywki                    |
| 2000                         | 2000                         | 2000                         | 2000                         | 2000                         | 2000                         | 2000                         |
| ---------------------------- | ---------------------------- | ---------------------------- | ---------------------------- | ---------------------------- | ---------------------------- | ---------------------------- |
| 1.                           | 16.08.2000                   | Bukareszt, Rumunia           | Polska                       | 1:1                          | 0                            | towarzyski                   |
| 2001                         |                              |                              |                              |                              |                              |                              |
| 2.                           | 15.08.2001                   | Lublana, Słowenia            | Słowenia                     | 2:2                          | 0                            | towarzyski                   |
| 3.                           | 05.09.2001                   | Budapeszt, Węgry             | Węgry                        | 2:0                          | 0                            | el. MŚ 2002                  |
| 4.                           | 06.10.2001                   | Bukareszt, Rumunia           | Gruzja                       | 1:1                          | 0                            | el. ME 2008                  |